# Epidemia

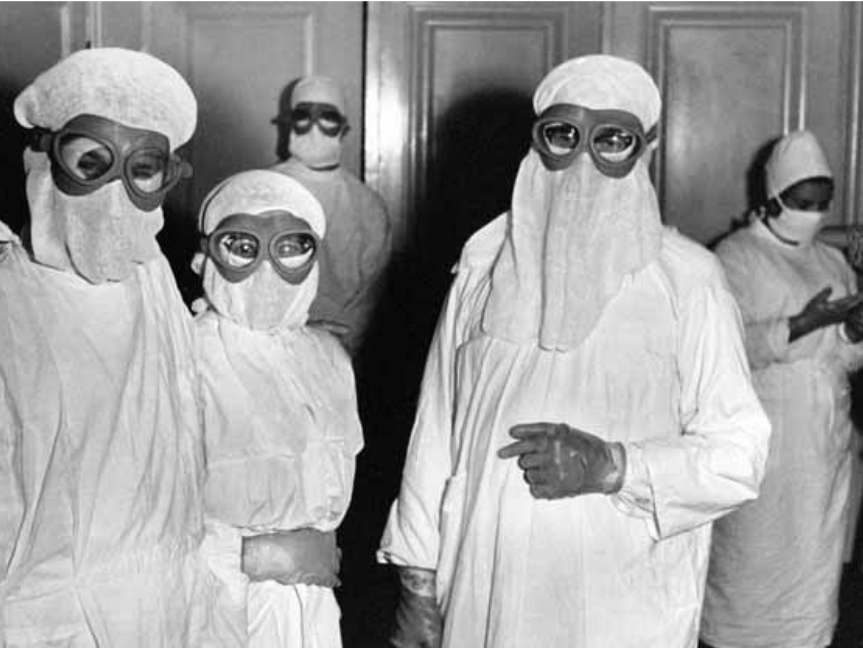
Personel medyczny w czasie epidemii ospy we Wrocławiu (1963)

Epidemia (z gr. επιδημία: επι: epi „na”, δήμος: demos „ludzie”) – występowanie w określonym czasie i na określonym terenie przypadków zachorowań lub innych zjawisk związanych ze zdrowiem w liczbie większej niż oczekiwana. Epidemie o niewielkiej liczbie przypadków zachorowań ograniczone do określonego obszaru i czasu określa się terminem ognisko epidemiczne.
Obecnie termin „epidemia” jest coraz częściej używany w literaturze naukowej również na oznaczenie epizoocji. W języku potocznym natomiast wyraz „epidemia” funkcjonuje często jako synonim masowych zachorowań wywołanych chorobami zakaźnymi.
W polskim prawie administracyjnym stosowana jest definicja legalna epidemii choroby zakaźnej, którą sformułowano w następujący sposób: „wystąpienie na danym obszarze zakażeń lub zachorowań na chorobę zakaźną w liczbie wyraźnie większej niż we wcześniejszym okresie albo wystąpienie zakażeń lub chorób zakaźnych dotychczas niewystępujących”.

## Przykłady
Epidemie chorób zakaźnych według lat:
- 165–180 – epidemia ospy prawdziwej w imperium rzymskim
- 541–542 – epidemia dżumy w Cesarstwie Bizantyńskim, nazywana dżumą Justyniana
- 1346–1352 – epidemia dżumy w Europie (tzw. „czarna śmierć”), która zabiła ⅓ ludności kontynentu
- 1665 – epidemia dżumy w Londynie
- 1707 – epidemia dżumy w państwach biorących udział w wojnie północnej
- 1800 – wielka epidemia żółtej gorączki w Hiszpanii i Afryce Północnej.
- 1831 – epidemia cholery na Śląsku[6]
- 1918 – pandemia grypy, która zabiła 50 milionów ludzi (tzw. grypa „hiszpanka”)
- 1963 – epidemia ospy prawdziwej we Wrocławiu
- 2003 – epidemia SARS
- 2003–2006 – epidemia ptasiej grypy
- 2009–2010 – pandemia grypy A/H1N1
- 2012 – epidemia MERS
- 2014–2016 – epidemia ebola